# Anolis porcatus
Anolis porcatus är en ödleart som beskrevs av  Gray 1840. Anolis porcatus ingår i släktet anolisar, och familjen Polychrotidae.

## Underarter
Arten delas in i följande underarter:
- A. p. aracelyae
- A. p. porcatus

## Bildgalleri

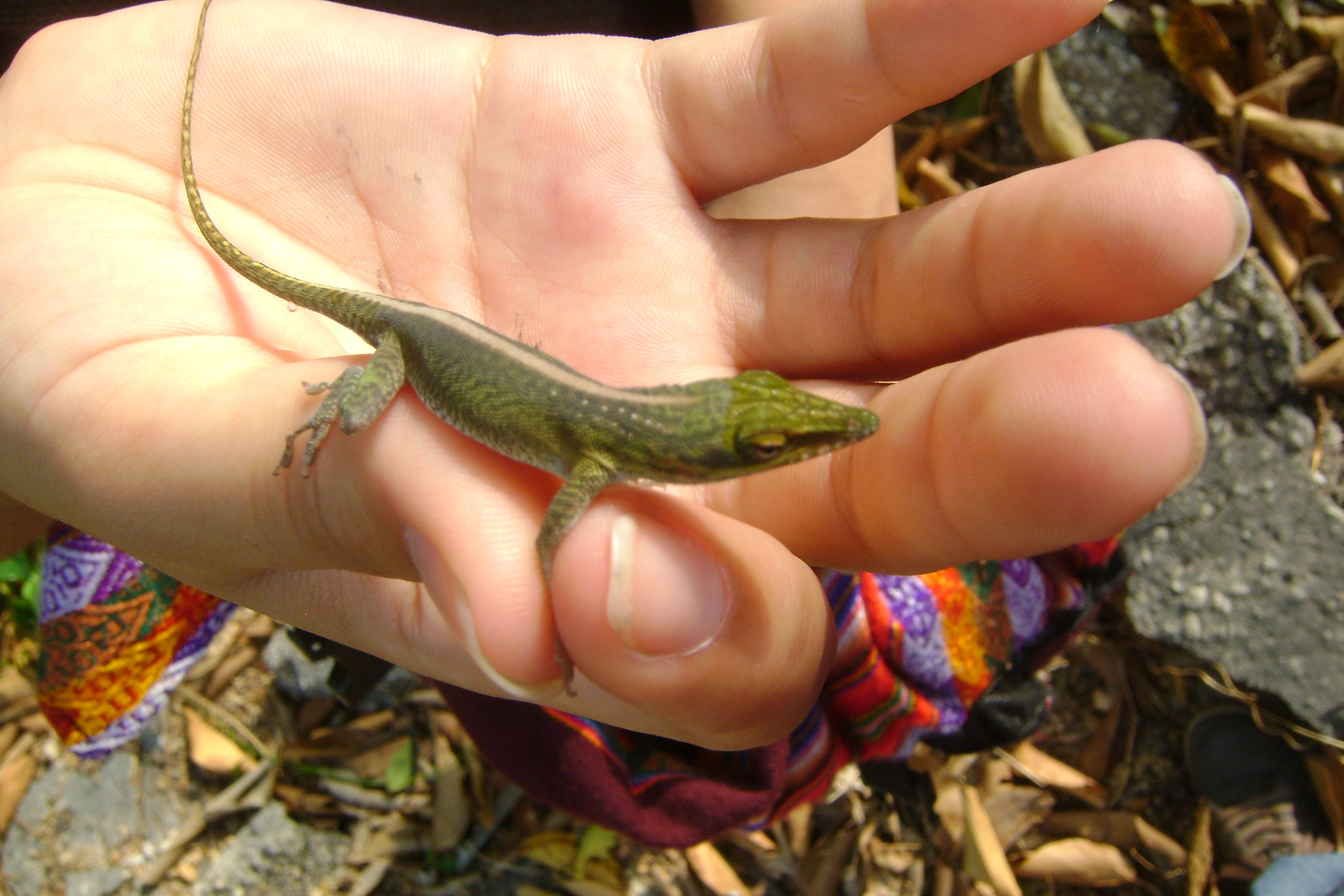